# Konrad Witz

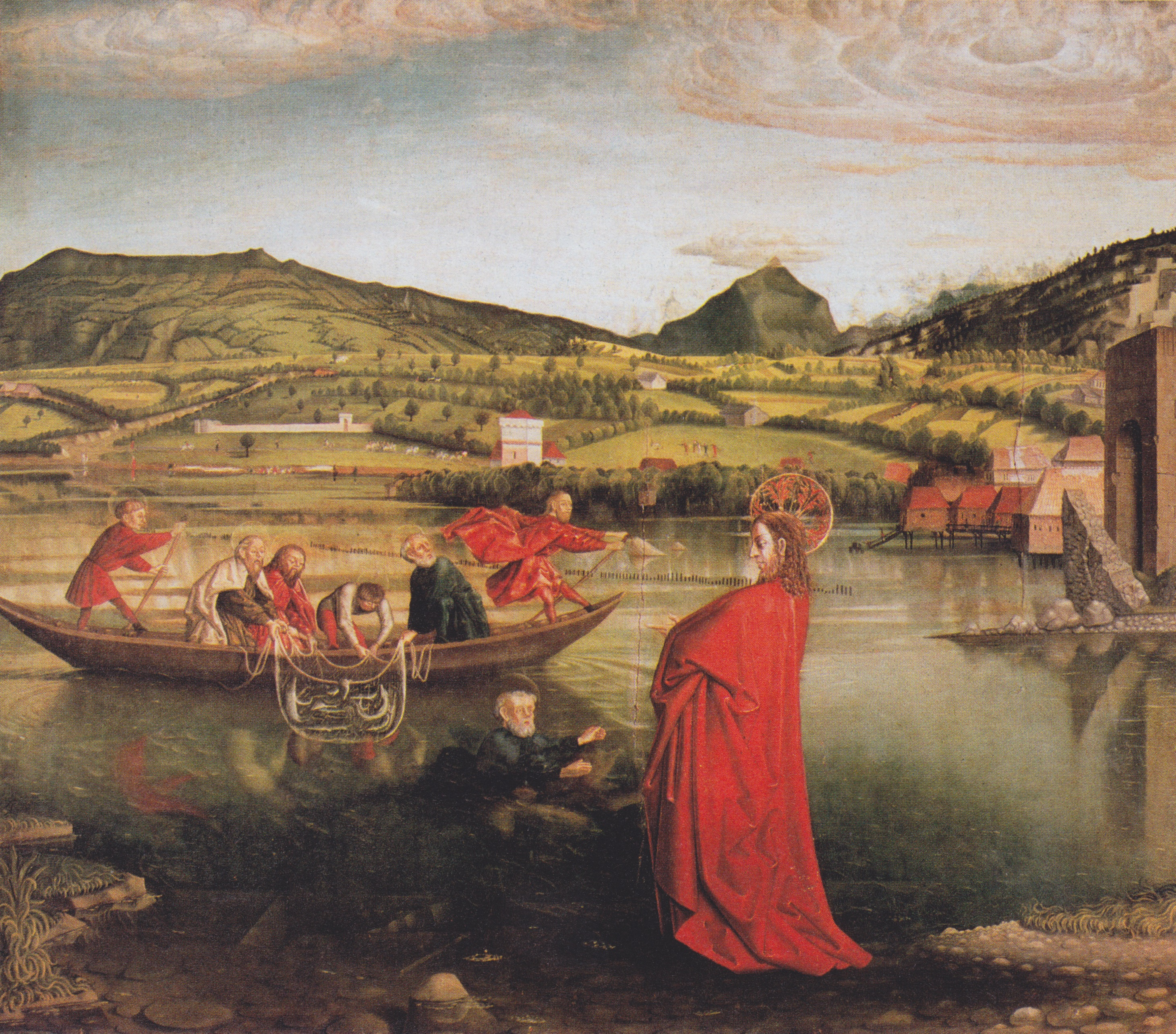
A csodálatos halászat (a genfi oltár egyik táblája, 1444)

Konrad Witz (Rottweil, 1400 körül – Bázel, 1446) dél-német és svájci reneszánsz festő  a 15. század első felében. Egyik jeles képviselője a késő gótikának. A holland új művészet (ars nova) képviselői nagy hatással voltak rá, Robert Campin, Jan van Eyck, Rogier van der Weyden.

## Művészete
Megmaradt művei a 19. században kerültek elő, a 20. század elejétől a svájci festészet egyik legnagyobb alakjaként tisztelik. Egyéni kvalitásait a valóság megfigyelésének biztonsága, a plasztikus és monumentális emberábrázolás, az előadásmód tömörítése, a természet és a belső tér festői eszközökben gazdag megjelenítése jelzi. Életéről csak annyit tudunk biztosan, hogy 1434 és 1444 közt Bázelben, 1444-ben pedig Genfben élt.
Két jelentős műve maradt fenn, az egyik a Szent Kristóf oltártábla (Basel, Kunstmuseum); a másik a Szent Péter oltárhoz, az ún. genfi oltárhoz tartozó Csodálatos halászat című képe, ez utóbbi másik három jelenettel együtt Genfben van, a Művészeti és Történeti Múzeumban (Musée d'Art et d'Histoire).
A csodálatos halászat című jelenet az első valóságos tájábrázolás a középkorban. Nem véletlenül mondja e kép kapcsán Ernst Gombrich, hogy a legradikálisabb újítók egyike a svájci Konrad Witz. Mit is látunk ezen a képen? Az apostolok halásznak, megjelenik Jézus és Szent Péter úszik felé. A biblia szerint a Kineret-tónél játszódott le ez a jelenet, de a festő átteszi ezt a jelenetet a Genfi-tóhoz, az apostolok genfi halászemberek, akik a halászszerszámaikkal foglalkoznak, s igyekeznek csónakjukat egyensúlyban tartani. Szent Péter is szinte csak evickél a vízben, s itt jelenik meg Jézus monumentális, jóságos alakja a Genfi tóban. El lehet képzelni, hogy a genfi hívőkre mindez milyen frenetikus hatást gyakorolt, saját magukat, saját természeti környezetüket látták a jelenvaló Krisztussal. A bibliai történetet már ismerték hozzá János evangéliumából, az apostolok nem boldogultak a halfogással, de ahogy Krisztus megjelent, sikerült sok halat fogniok, s együtt megvacsoráztak a biblia szerint a Galileai-tenger partján, a festő nyomán végiggondolva a Genfi tó partján.
További mintegy 20 megmaradt műve közül 13 kép a bázeli Üdv tüköre oltárhoz (Heilspiegelaltar) tartozik, 1435 körül keletkezhettek. Két képe Berlinben, egy képe Dijonban van.